# 戴里·林奇
戴里·林奇（英語：Daire Lynch，1998年6月19日—），爱尔兰男子赛艇运动员。他曾代表爱尔兰参加2024年夏季奥林匹克运动会赛艇比赛，搭档菲利普·多伊尔获得男子双人双桨铜牌。